# Carro Bomba
Carro Bomba é uma banda de metal brasileira formada em São Paulo em 2004, sendo uma das únicas deste gênero a cantar em português.
Segundo a revista Roadie Crew, o álbum Nervoso (2008) é considerado um dos melhores álbuns da história da Música Pesada Brasileira, figurando em altas posições em praticamente todas as eleições dos "Melhores do ano".

## História

### 2004 - Início e primeiro álbum homônimo
Formada em 2004 como um power-trio, a banda gravou seu primeiro álbum neste mesmo ano, intitulado Carro Bomba. Neste álbum, o grupo já apresentou uma sonoridade que levaria adiante: influências do thrash e do heavy metal mesclados ao hard rock e ao rock clássico. Este álbum foi aclamado pela imprensa e público rock do país.
Em 2005, antes de gravar seu segundo álbum, participaram da coletânea Achados e Perdidos - Tributo Valvulado aos anos 70, da Válvula Discos, com a versão da clássica "Rock do Diabo" de Raul Seixas.

### 2006 - Segundo Atentado
Durante o ano de 2005, a banda realizou diversos concertos pelo Brasil e em outubro iniciou a gravação do segundo álbum com produção do Renê Seabra, que foi lançado em 2006. Segundo Atentado traz um som mais pesado e maduro que seu antecessor.

### 2008 - Lançamento do álbumNervosoe os primeiros prêmios
Este álbum foi indicado a 5 prêmios da Revista Roadie Crew, consolidando de vez a reputação da banda.

### 2011 - Carcaça
Carcaça foi gravado em 2011 no Mr. Som (SP) com produção do Marcello Pompeu e Heros Trench. Este álbum foi aclamado pela crítica especializada, incluindo a critica internacional do Peru, Uruguai e Espanha. Foi indicado ao prêmio de melhor álbum nacional pela Roadie Crew.
A turnê deste disco incluiu shows em Santiago do Chile e a abertura do show da banda Corrosion of Conformity no Manifesto Rock Bar, em São Paulo.

### 2014 -Pragas Urbanas
No ano de 2014, a banda lançou seu 4º disco intitulado Pragas Urbanas. Para o crítico musical Regis Tadeu, "enquanto a maioria das bandas vai diluindo o seu som com o passar dos anos, este ótimo grupo paulistano faz exatamente contrário: vai ficando cada vez mais pesado e violento. Em seu novo álbum o grupo se afastou de vez do hard rock com influências setentistas e mergulhou de cabeça no metal. E tudo cantado – e bem! - em português. Que paulada!"
Em relação ao disco anterior, Pragas Urbanas traz como novidade a entrada do baixista Ricardo ‘Soneca’ Schevano, da banda Baranga, no posto deixado por Fabrizio Micheloni.
Este álbum recebeu nota 4 de 5 do site Território da Música, que afirmou que ele "consolida a banda como uma das melhores do cenário metal nacional".
No dia 18 de dezembro de 2014, a banda apresentou este álbum ao vivo no programa Estúdio Showlivre.
Em julho de 2015, a banda lançou seu primeiro lyric video e a música escolhida foi "Máquina", deste álbum.

### 2016 - Primeiro DVD
No dia 14 de maio de 2016, a banda gravou, no Sesc Belenzinho, em São Paulo, seu primeiro DVD. Intitulado A Máquina Não Para, o show, que fez parte da turnê "Pragas Urbanas", contou com as participações especiais de Clemente Nascimento (Inocentes e Plebe Rude), Eduardo Ardanuy (Dr. Sin) e Ton Cremon (King Bird). O lançamento do DVD aconteceu em 2018 com turnê em diversas cidades, incluindo o Circo Voador, no Rio de Janeiro.

### 2022 -Migalhas
Em maio de 2024, se apresentam na Virada Cultural, em São Paulo.
Comemorando seus 20 anos de existência, lançam no segundo semestre de 2024 o álbum Esmigalhando Ao Vivo, gravado no SESC Santo André em setembro de 2023, durante a tour de divulgação do álbum Migalhas.
Em maio de 2025, se apresentam no festival Bangers Open Air, no Memorial da América Latina em São Paulo.

## Formação
| - Rogerio Fernandes - vocal - Marcello Schevano - guitarra - Ricardo "Soneca" Schevano - baixo - Biel Astolfi - bateria | - Fabrízio Micheloni - baixo - Ricardo Bonx - bateria - Fernando Minchillo - bateria - Heitor Shewchenko - bateria |

## Discografia

### Álbuns de estúdio
- 2004 - Carro Bomba
- 2006 - Segundo Atentado
- 2009 - Nervoso
- 2011 - Carcaça
- 2014 - Pragas Urbanas
- 2020 - Compactado (compacto)
- 2022 - Migalhas

### Álbuns Ao Vivo
- 2024 - Esmigalhando Ao Vivo

### DVDs
- 2016 - A Máquina não Pára

### Participações em outros projetos
- 2005 - Participação no álbum "Achados e Perdidos - Tributo Valvulado aos anos 70", da Válvula Discos, com a versão da clássica Rock do Diabo de Raul Seixas.

## Prêmios e indicações
| Ano  | Prêmio                                 | Categoria                   | Indicação          | Resultado | Ref.         |
| ---- | -------------------------------------- | --------------------------- | ------------------ | --------- | ------------ |
| 2006 | Prêmio Dynamite                        | Melhor Álbum de Rock        | Segundo Atentado   | Indicado  | [ 18 ]       |
| 2012 | Melhores de 2011 - Revista Roadie Crew | Melhor Álbum Nacional       | Carcaça            | Indicado  | [ 5 ] [ 19 ] |
| 2012 | Melhores de 2011 - Revista Roadie Crew | Melhor Banda Nacional       | Carro Bomba        | Indicado  | [ 5 ]        |
| 2012 | Melhores de 2011 - Revista Roadie Crew | Melhor Vocalista Nacional   | Rogério Fernandes  | Indicado  | [ 5 ]        |
| 2012 | Melhores de 2011 - Revista Roadie Crew | Melhor Guitarrista Nacional | Marcello Schevano  | Indicado  | [ 5 ]        |
| 2012 | Melhores de 2011 - Revista Roadie Crew | Melhor Baixista Nacional    | Fabrízio Micheloni | Indicado  | [ 5 ]        |